# Polymixia salagomeziensis
Espèce
Polymixia salagomeziensis est une espèce de poissons Polymixiiformes du Pacifique Sud près de l'île Sala y Gómez.